# أرني براون
أرني براون هو لاعب هوكي الجليد كندي، ولد في 28 يناير 1942 في أوشاوا في كندا.

## وصلات خارجية
- أرني براون على موقع دوري الهوكي الوطني (الإنجليزية)
- أرني براون على موقع EliteProspects.com (الإنجليزية)
- أرني براون على موقع HockeyDB.com (الإنجليزية)
- أرني براون على موقع Hockey-Reference.com (الإنجليزية)